# Valdelaume
Valdelaume es una comuna nueva francesa situada en el departamento de Deux-Sèvres, de la región de Nueva Aquitania.

## Historia
Fue creada el 1 de enero de 2019, en aplicación de una resolución del prefecto de Deux-Sèvres de 26 de junio de 2018 con la unión de las comunas de Ardilleux, Bouin, Hanc y Pioussay, pasando a estar el ayuntamiento en la antigua comuna de Hanc.

## Demografía
Según los datos aportados en la resolución del prefecto de Deux-Sèvres, la comuna se crea con 885 habitantes.

## Composición
| Comuna fusionada | Código INSEE | Población (2016) | Superficie (km²) | Densidad (hab./km²) |
| ---------------- | ------------ | ---------------- | ---------------- | ------------------- |
| Ardilleux        | 79011        | 179              | 10.35            | 17                  |
| Bouin            | 79045        | 132              | 8.33             | 16                  |
| Hanc             | 79140        | 258              | 18.12            | 14                  |
| Pioussay         | 79211        | 297              | 13.77            | 22                  |